# Rip van Wyk
Pour plus de détails, voir Fiche technique et Distribution.
Rip van Wyk est un film sud-africain en noir et blanc, produit par Jamie Uys, réalisé par Emil Nofal et sorti le 4 avril 1960. Les rôles principaux sont interprétés par Jamie Uys, Wynona Cheyney, Gert van den Bergh et Willem Loots. 
Le film est une adaptation du livre Rip Van Winkle.

## Genre
Le film est une comédie fantastique.

## Fiche technique
- Réalisateur :  Emil Nofal
- Scénaristes : Emil Nofal, Jamie Uys
- Film en noir et blanc
- Musique: Richard Cherry
- Photographie :  Vernon Whitten
- Montage : Peter Henkel
- Langue : Afrikaans
- Production : Jamie Uys Filmproduksies
- Durée : 85 minutes
- Origine :  Afrique du Sud
- Sortie en Afrique du Sud : 4 avril 1960

## Distribution
- Jamie Uys:  Rip van Wyk
- Wynona Cheyney : Rina Viljoen / Annette de Witt
- Gert van den Bergh : Oncle (Oom)
- Willem Loots : Sgt. Basson
- Johan Malherbe: Theunis Barnard
- Kristo Pienaar: Dr. Venter
- Willie Van Rensburg : Gysbert
- Douglas Fuchs : le professeur
- Pieter Hauptfleisch : Van der Merwe

## Scénario
Rip van Wyk est un brave boer, un peu paresseux, qui vit en 1858 aux confins de l'état libre d'Orange et du Transvaal. Un soir, à moitié saoul, il rencontre un homme mystérieux qui lui fait boire une potion mystérieuse laquelle le plonge dans un profond sommeil. Quand il se réveille, c'est 100 ans plus tard, en 1959, où il va découvrir le monde moderne des villes (Johannesburg), des voitures et des médias radiophoniques. Rip van Wyk s'efforce de comprendre les développements et de s'adapter à la vie moderne tout en essayant de convaincre les personnes qu'il rencontre qu'il vient du passé alors qu'ils le prennent pour un fou ou un excentrique.

## Récompenses
- Prix du Commonwealth (1960) pour Jamie Uys